# Raparapahoe Falls
Die Raparapahoe Falls sind ein Wasserfall am südwestlichen Ortsrand von Te Puke in der Region Bay of Plenty auf der Nordinsel Neuseelands. Er liegt im Lauf des Raparapahoe Stream. Seine Fallhöhe beträgt rund 7 Meter.
Nach 3,4 km zweigt westlich des Friedhofs von Te Puke von der No 3 Road die No 4 Road zunächst nach Westen, schließlich nach Süden ab. An letzterer befindet sich nach weiteren 3,1 km ein Besucherparkplatz. Von hier aus führt ein etwa zehnminütiger Wanderweg zum Wasserfall, unterhalb dessen sich eine beliebte Badestelle befindet.